# Oreopanax killipii
Oreopanax killipii är en araliaväxtart som beskrevs av Hermann Harms. Oreopanax killipii ingår i släktet Oreopanax och familjen Araliaceae. Inga underarter finns listade.